# Thermes antiques de Menthon-Saint-Bernard
Les thermes antiques de Menthon-Saint-Bernard sont des thermes situés à Menthon-Saint-Bernard, en France.

## Localisation
Les thermes sont situés dans le département français de la Haute-Savoie, sur la commune de Menthon-Saint-Bernard.

## Historique
L'édifice est inscrit au titre des monuments historiques en 1990.